# یواس‌اس برگن (ای‌پی‌ای-۱۵۰)

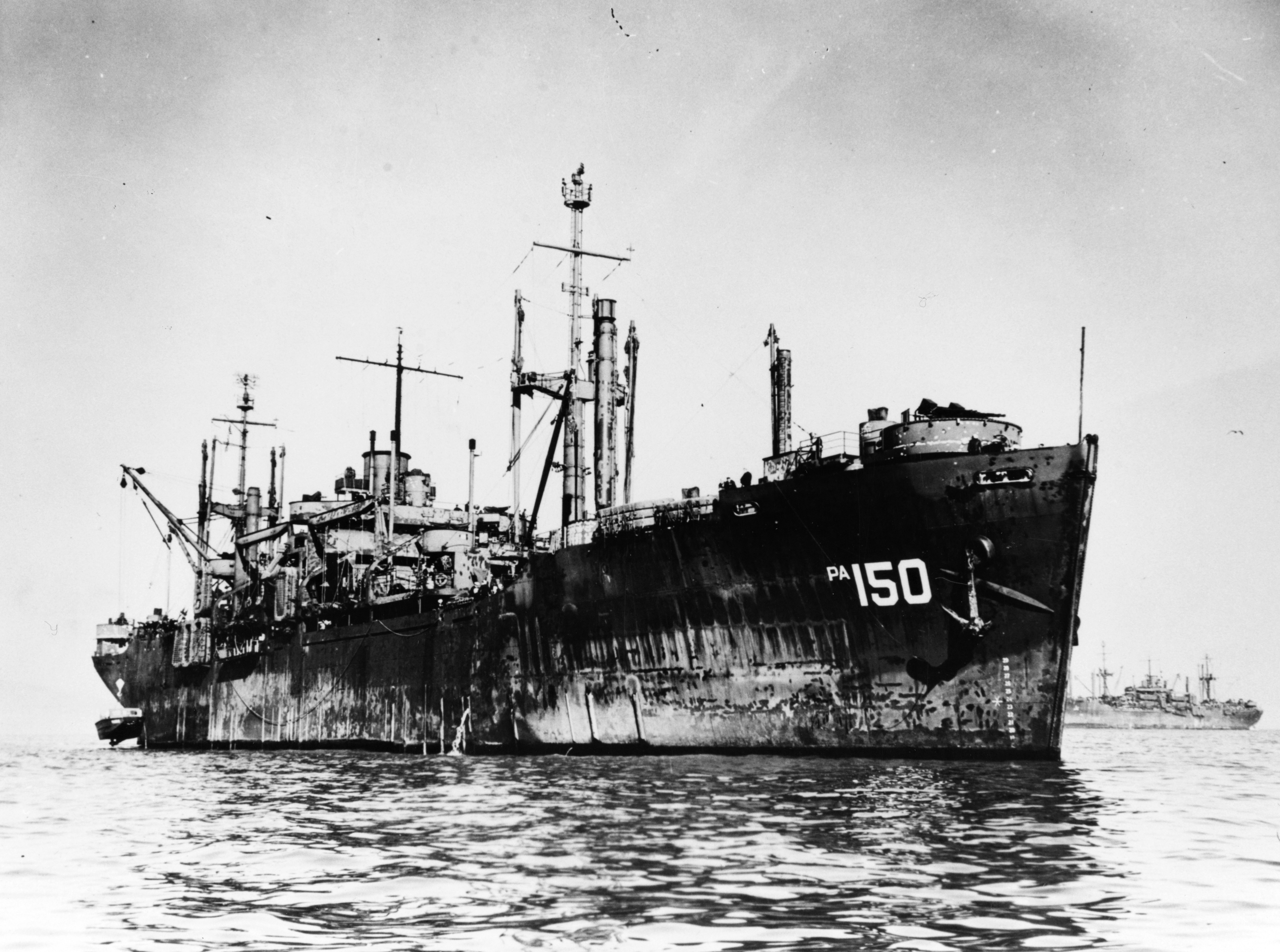
یو اس اس برگن در مسیر سان فرانسیسکو

یواس‌اس برگن (ای‌پی‌ای-۱۵۰) (به انگلیسی: USS Bergen (APA-150)) یک کشتی بود که طول آن ۴۵۵ فوت ۰ اینچ (۱۳۸٫۶۸ متر) بود. این کشتی در سال ۱۹۴۴ ساخته شد.